# Deniz Barış
Deniz Barış (ur. 2 lipca 1977 w Kemah) – piłkarz turecki grający na pozycji środkowego obrońcy lub defensywnego pomocnika.

## Kariera klubowa
Deniz urodził się w Turcji, jednak karierę piłkarską rozpoczął w Niemczech, po emigracji do tego kraju. Pierwszym jego klubem był amatorski Este 06/70, jeden z zespołów Hamburga, jednak pierwszym profesjonalnym zespołem w karierze był inny klub z tego samego miasta, FC St. Pauli. W latach 1997–1999 grał w rezerwach tego klubu, a następnie został włączony do kadry pierwszej drużyny. 12 grudnia zadebiutował w drugiej lidze w wygranym 1:0 meczu z Energie Cottbus. W St. Pauli był rezerwowym, a w 2001 roku awansował do pierwszej ligi. W niej rozegrał 20 spotkań i w 2002 roku powrócił na zaplecze Bundesligi.
Latem 2002 po spadku St. Pauli Deniz wrócił do Turcji. İlhan Cavcav nakłonił go do gry w swoim klubie, Gençlerbirliği SK. W 2003 i 2004 roku dochodził z klubem z Ankary do finału Pucharu Turcji, jednak Gençlerbirliği przegrywało w nim dwukrotnie z Trabzonsporem, najpierw 1:3, a następnie 0:4. Łącznie przez dwa lata wystąpił w 57 meczach Gençlerbirliği i zdobył 4 gole.
W lipcu 2004 roku Deniz został zawodnikiem Fenerbahçe SK ze Stambułu. Rywalizował w nim o miejsce w składzie z naturalizowanym Brazylijczykiem Mehmetem Aurélio. W sezonie 2004/2005 wywalczył swoje pierwsze mistrzostwo Turcji, a w 2006 roku został wicemistrzem kraju. Z kolei w 2007 roku osiągnął dwa kolejne sukcesy - zdobył mistrzostwo, a także Superpuchar Turcji. W 2008 i 2010 roku został wicemistrzem kraju.
W 2010 roku Deniz przeszedł do Antalyasporu.
| Sezon   | Klub              | Kraj   | Rozgrywki     | Mecze | Bramki |
| ------- | ----------------- | ------ | ------------- | ----- | ------ |
| 1999/00 | FC St. Pauli      | Niemcy | 2. Bundesliga | 5     | 0      |
| 2000/01 | FC St. Pauli      | Niemcy | 2. Bundesliga | 12    | 1      |
| 2001/02 | FC St. Pauli      | Niemcy | Bundesliga    | 20    | 0      |
| 2002/03 | Gençlerbirliği SK | Turcja | Süper Lig     | 28    | 2      |
| 2003/04 | Gençlerbirliği SK | Turcja | Süper Lig     | 29    | 3      |
| 2004/05 | Fenerbahçe SK     | Turcja | Süper Lig     | 23    | 1      |
| 2005/06 | Fenerbahçe SK     | Turcja | Süper Lig     | 17    | 0      |
| 2006/07 | Fenerbahçe SK     | Turcja | Süper Lig     | 23    | 1      |
| 2007/08 | Fenerbahçe SK     | Turcja | Süper Lig     | 8     | 0      |
| 2008/09 | Fenerbahçe SK     | Turcja | Süper Lig     | 17    | 0      |
| 2009/10 | Fenerbahçe SK     | Turcja | Süper Lig     | 14    | 0      |
| 2010/11 | Antalyaspor       | Turcja | Süper Lig     | 30    | 0      |
| 2011/12 | Antalyaspor       | Turcja | Süper Lig     | 31    | 1      |
| 2012/13 | Antalyaspor       | Turcja | Süper Lig     | 28    | 1      |
| 2013/14 | Antalyaspor       | Turcja | Süper Lig     | 9     | 0      |

## Kariera reprezentacyjna
W reprezentacji Turcji Deniz zadebiutował 12 lutego 2003 roku w zremisowanym 0:0 towarzyskim spotkaniu z Ukrainą. Występował zarówno w eliminacjach do Euro 2004, jak i MŚ 2006 oraz Euro 2008. W 2003 roku wystąpił w Pucharze Konfederacji, na którym zajął z Turcją 3. miejsce.